# Carphuroides pectinatus
Carphuroides pectinatus är en skalbaggsart som först beskrevs av Sharp 1885.  Carphuroides pectinatus ingår i släktet Carphuroides och familjen borstbaggar. Inga underarter finns listade i Catalogue of Life.